# ミニスカート

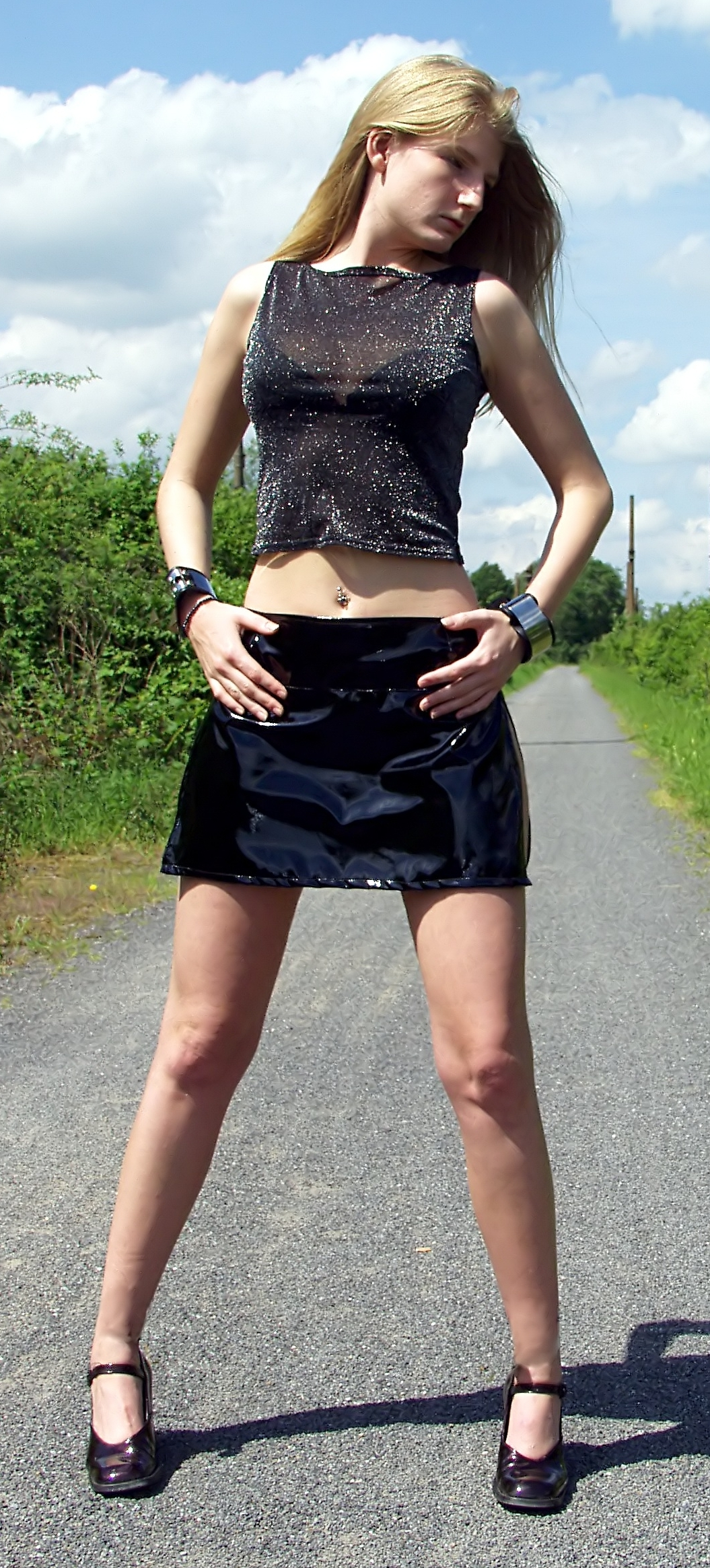
ミニスカートを着用した女性

ミニスカート（Miniskirt）は、丈の短いスカートの総称である。ミニスカートの長さの基準は特に決まっているわけではないが一般的には、着用した状態において裾のラインが膝よりも明らかに高い位置にくるもの、すなわち、いわゆる膝丈よりも短いスカートを指す。
「ミニスカ」あるいは「ミニ」と略称されることがある。ミニスカートの中でも特に丈が短かく、大腿部の中央付近よりも上に裾がくるものは「マイクロミニスカート（マイクロミニ）」と呼ばれることもある。

## 歴史

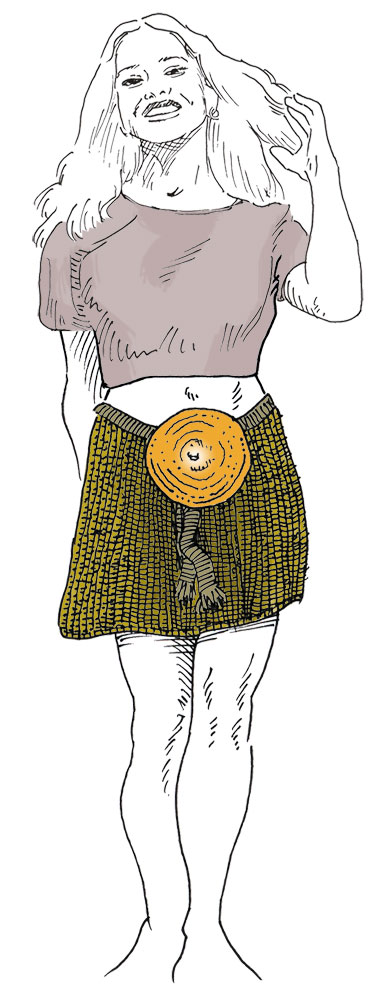
紀元前14世紀のエクトヴィズ・ガールの衣装の再現図

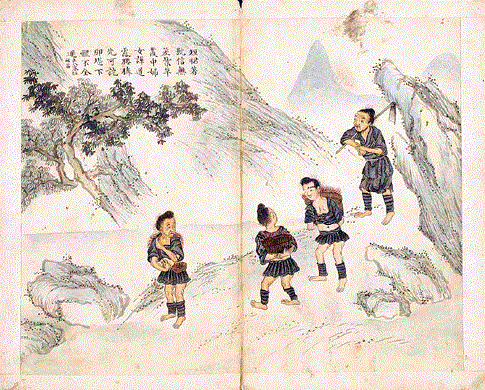
短裙苗を着た女性たち (1900年)

考古学的に発掘された最古のミニスカート状の衣服は、紀元前1380年頃のエクトヴィズ・ガールのものである。中国のミャオ族の清朝時代の衣装、短裙苗もミニスカートに似ている。ダンサーのジョセフィン・ベーカーが1920年代半ばに舞台衣装として着ていたバナナスカートも非常に短いものであった。
1920年代以前は、西洋の女性は足首までの丈のスカートを着るのが通例であった。1920年代には、ココ・シャネルのデザインを筆頭にそれ以前の西洋の女性のスカートよりも丈が短いものが見られ始めた。しかし、1930年代は世界恐慌のため、1940年代は第二次世界大戦のため、女性のファッションは再び保守的なものとなった。1950年代後半から、一部の女性の間でスカートが短くなり始めた。1960年代はプレタポルテの台頭に加えて若者のファッションであるストリートファッションの影響力も強くなっており、その典型的アイテムが『ミニスカート』であった。
1959年にロンドンのストリート・デザイナーマリー・クヮントが若者向けに売り出し、大ヒットする。1965年1月のヴォーグ誌ではジョン・ベイツがデザインしたミニスカートのドレスが特集され、後のその年のドレス・オブ・ザ・イヤーに選ばれている。1962年には英国の学生が、膝上8インチのスカートをはいている記事が、新聞に掲載されている。
さらなる世界的な流行の火付け役は、フランスのファッションデザイナー、アンドレ・クレージュによる1965年1月の発表であった。彼はその前年の1964年8月にもミニスカートを発表している。これに続き、その他のデザイナーたちもミニスカートを発表し始めるようになった。この頃から、イギリス出身のモデルツイッギーが着用してブームを呼び起こし、これによりミニスカートは世界中に広がった。ツイッギーは1967年10月に来日し、日本にもツイッギー旋風を起こしてミニスカートを流行させた。

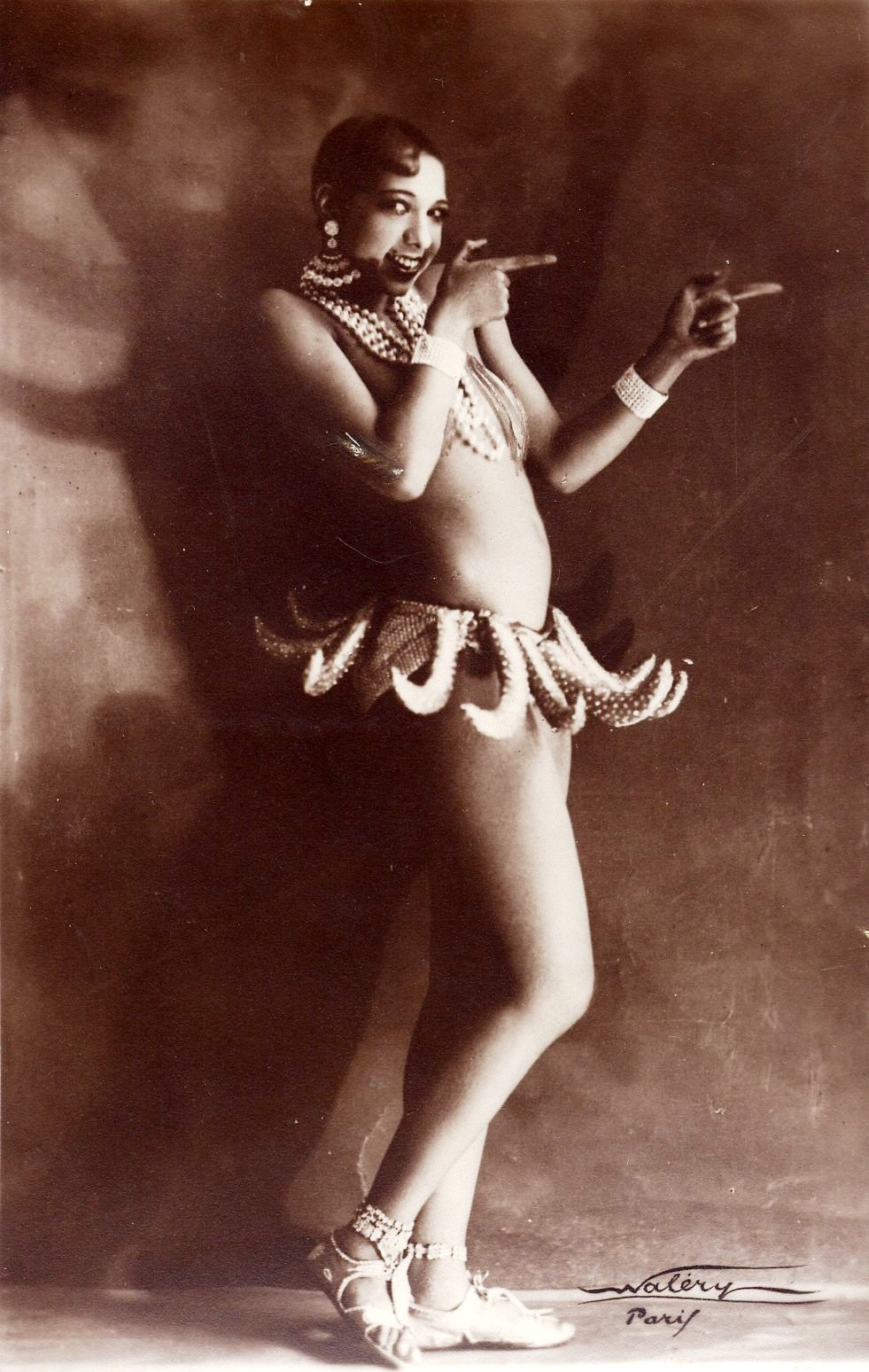
1927年のジョセフィン・ベーカー
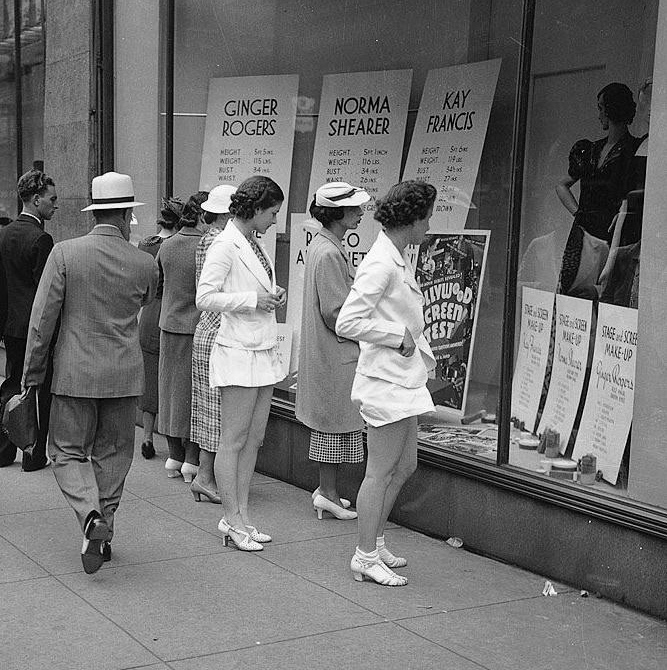
1937年のカナダの女性たち
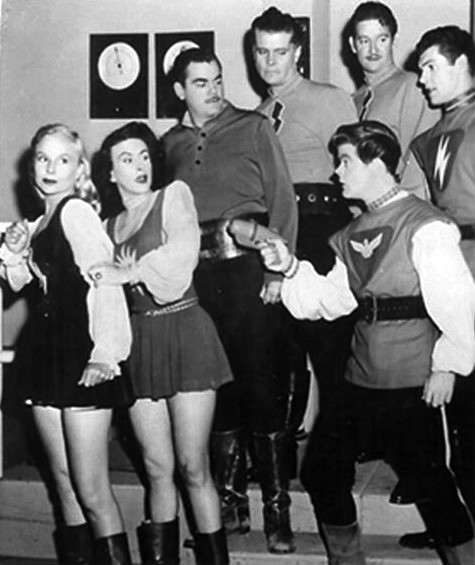
1950年のテレビ番組「Space Patrol」
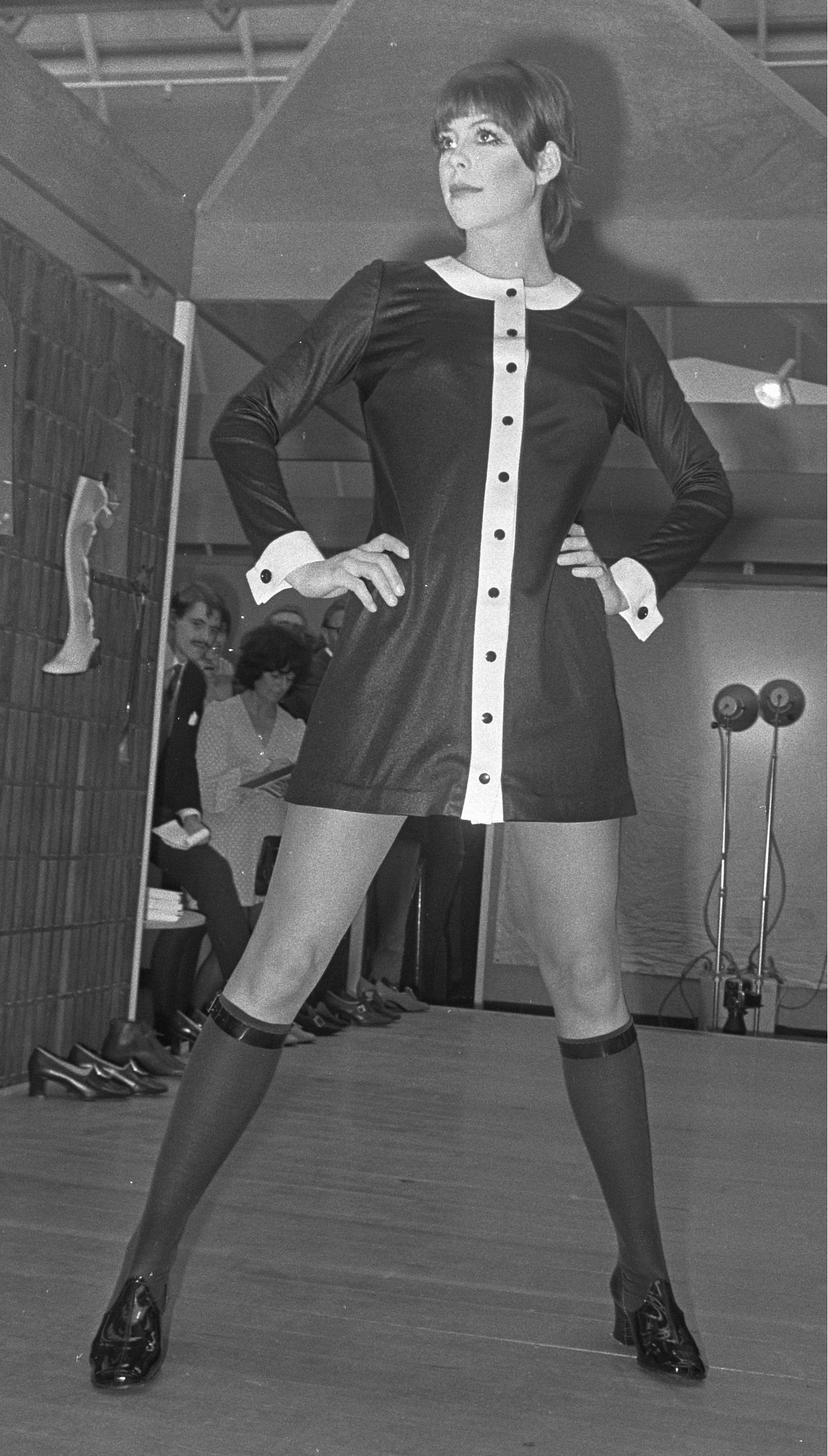
1969年のマリー・クヮント
ミニ丈のドレス
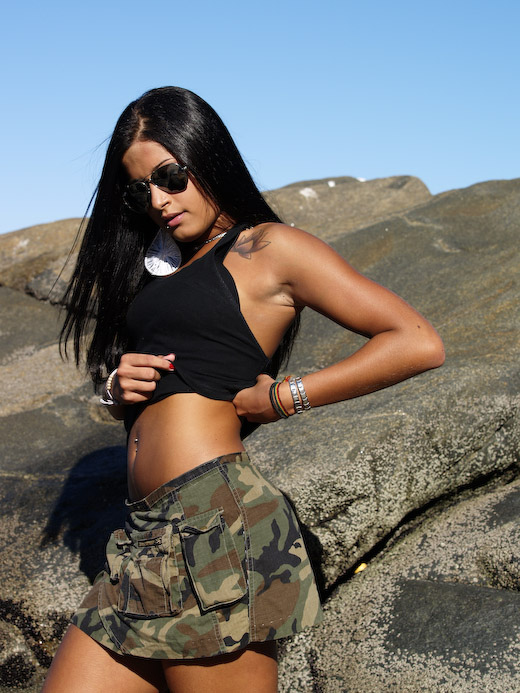
迷彩柄のマイクロミニ
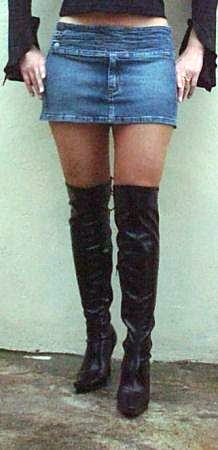
デニムのマイクロミニ

### 日本での歴史

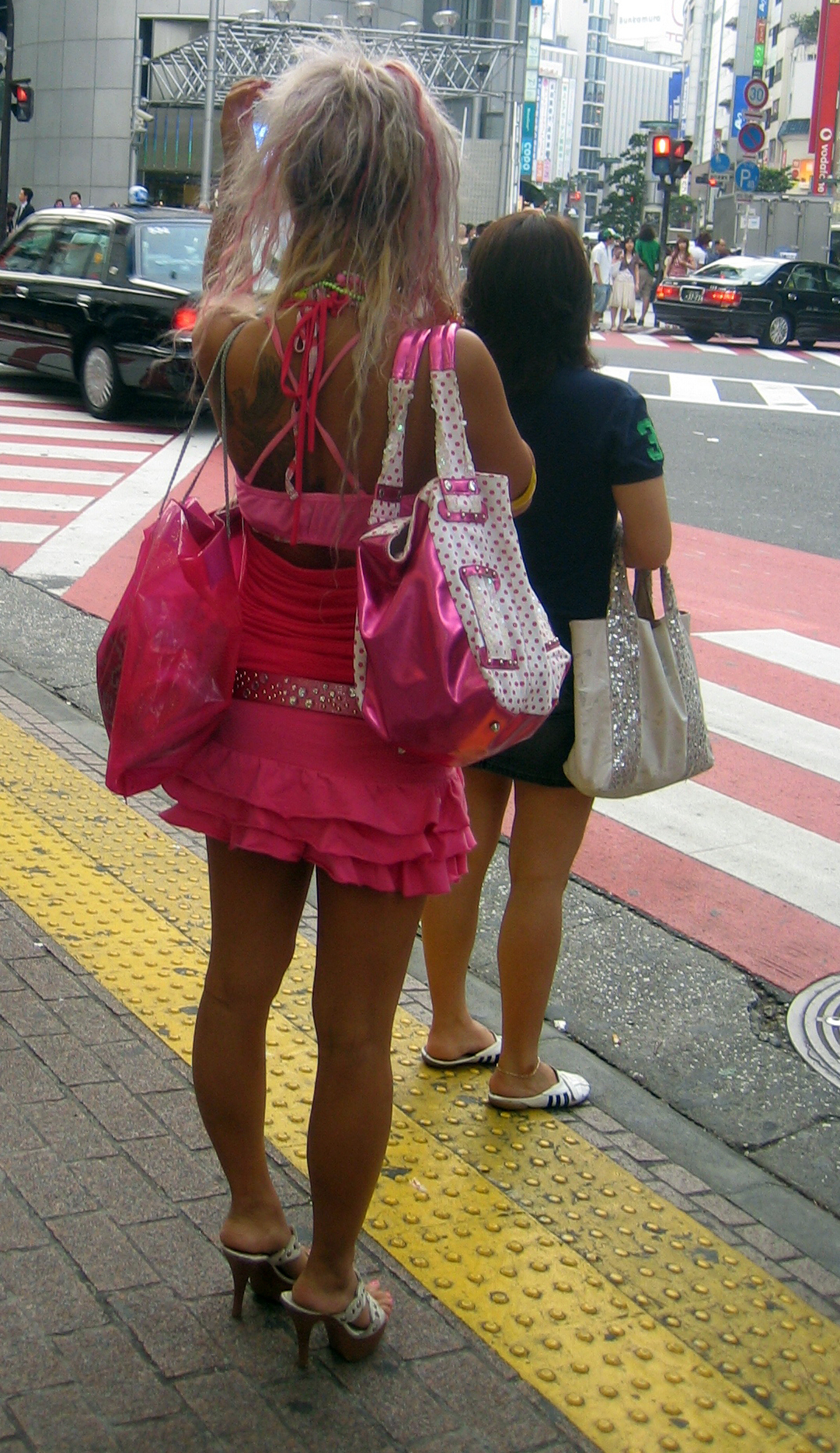
ギャル系ファッションのミニスカート。

1965年（昭和40年）8月11日、帝人が日本で初めてのミニスカート「テイジンエル」を発売。1967年（昭和42年）の3月、野際陽子がパリから帰国した際に着用。同年10月、英国モデルのツイッギーが来日した時にミニスカートを着ていた。また、中村晃子が「虹色の湖」を歌う際にミニを着用し、彼女は新幹線に乗る際にはジーンズをはくなどしていた。同年に美空ひばりがミニスカート姿で「真赤な太陽」を歌謡番組で歌った。同年、ミニスカートブームにあやかって山本リンダが「ミニミニデート」、木の実ナナが「ミニ・ミニ・ロック」を歌ってヒットさせまた、藤ユキのデビュー曲「あなたと二日いたい」のB面曲である「ミニ・ミニ・デート」が話題になり、金井克子も「小っちゃな恋の歌（ミニ・ミニ・ラブ）／ミニ・ミニ・ガール」を発売するなど盛り上がりを見せた。都市部の若い女性だけにとどまらず、世代を超えて全国津々浦々に広がった。この当時多くの女性のミニスカートは、ひざ丈よりやや短い程度であった。
また、既存のスカートの裾を自ら短くしてミニスカートに改造することも多く、その様は漫画『サザエさん』でもしばしば描かれている。この第一次ミニスカートブームは交通機関・女性警官・大阪万博での多くのパビリオンのコンパニオンなど女性の制服にも影響したが、1973年（昭和48年）から 1974年（昭和49年）頃には終息した。その後1982年（昭和57年）頃の小流行を経て、1980年代末から1990年代初頭のバブル期には膝上30～35cmで「超ミニ」、「マイクロミニ」などとも呼ばれるミニスカートが流行した。この流行はボディコンシャスなスタイルの流行に伴うもの。その後は若年層を除いて極端なミニスカートの流行がたびたび見られる。スカートの丈と経済の好況不況が関連付けて論じられることもある。

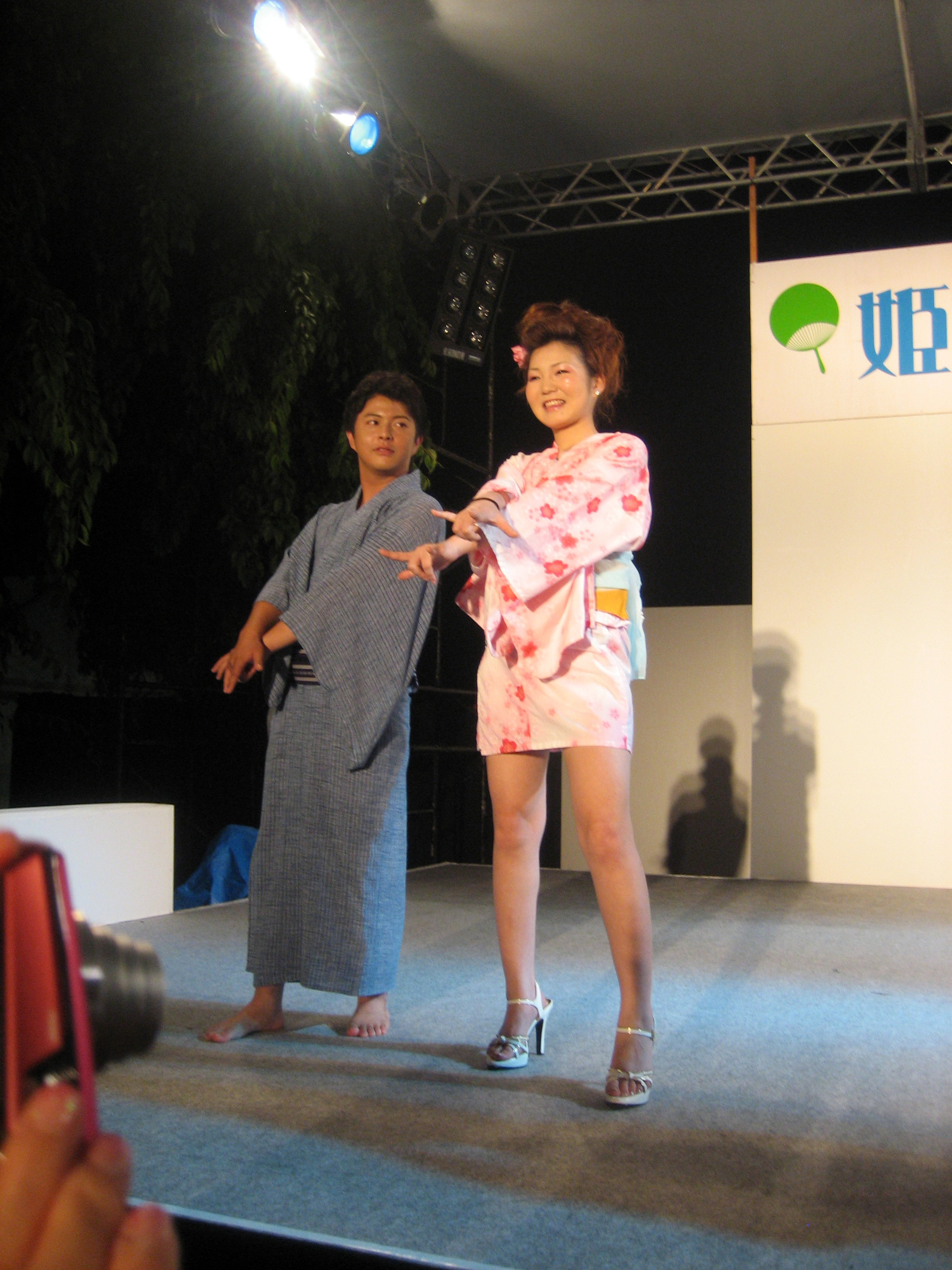
ミニ丈の浴衣

## 制服

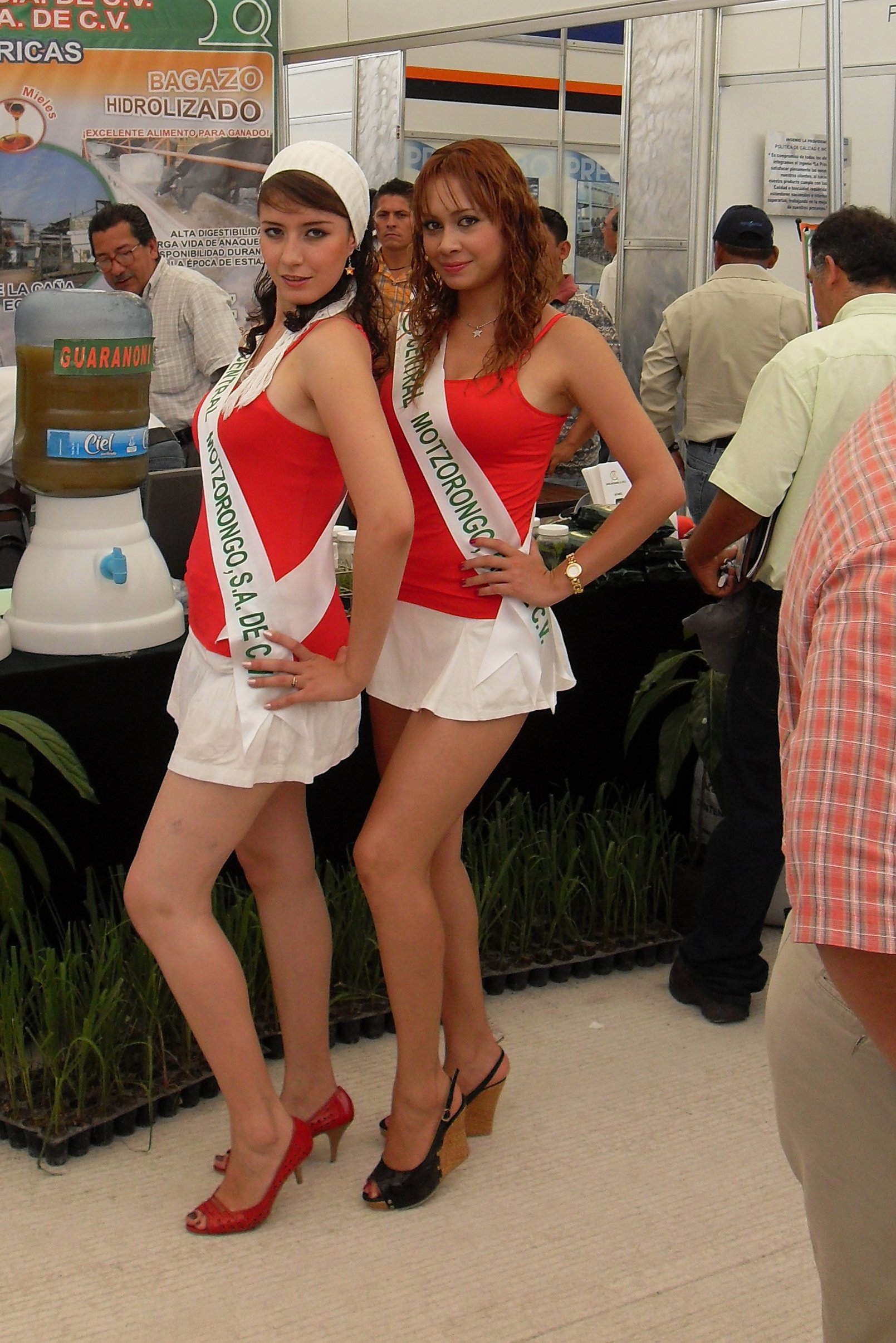
イベントコンパニオン

女性警察官、OLなど、現在でもミニスカートが制服として採用されているところもある。民間企業で女性の制服が存在する場合、スカートである場合もある。この際には動きやすさを重視して短めのスカート丈が採用されるが、幅広い年齢層の女性が着用することもあり、丈は膝丈程度であることが多い。女性警察官のスカート丈が短かった時期があったが、のちにスカートに代わってスラックスが選択されることが増えてきている。客室乗務員の制服も、日本の航空会社の場合には膝丈のスカートが一般的であるが、スラックスの採用が増えている。かつてテレビのクイズ・ゲーム等のバラエティ番組では、フリップを持ったり、賞品を運んだりするアシスタントの女性がテニススコート型のミニスカートを着用している例が多く見られた。

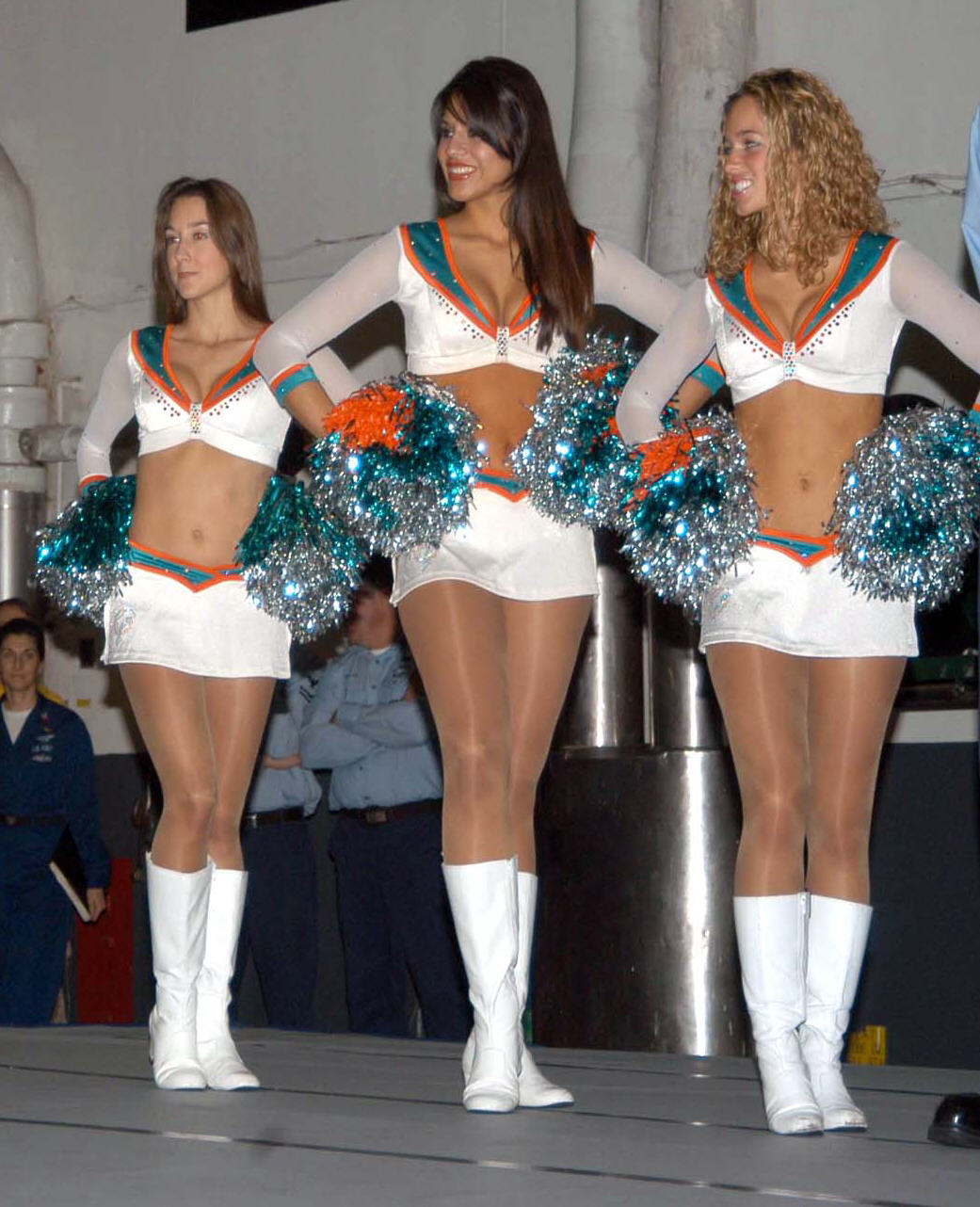
NFLのチアリーダー
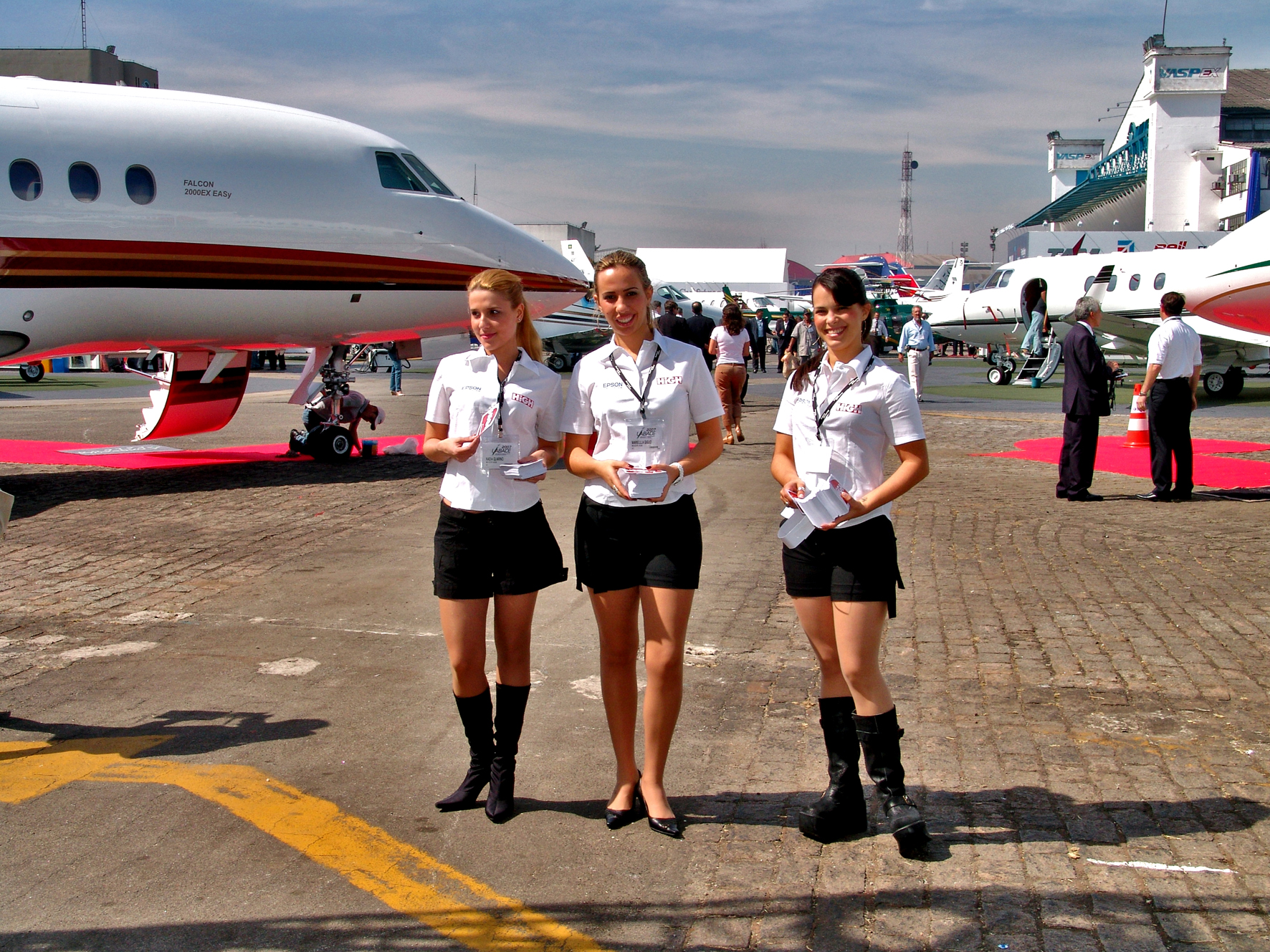
空港職員の制服

### 中高生の制服

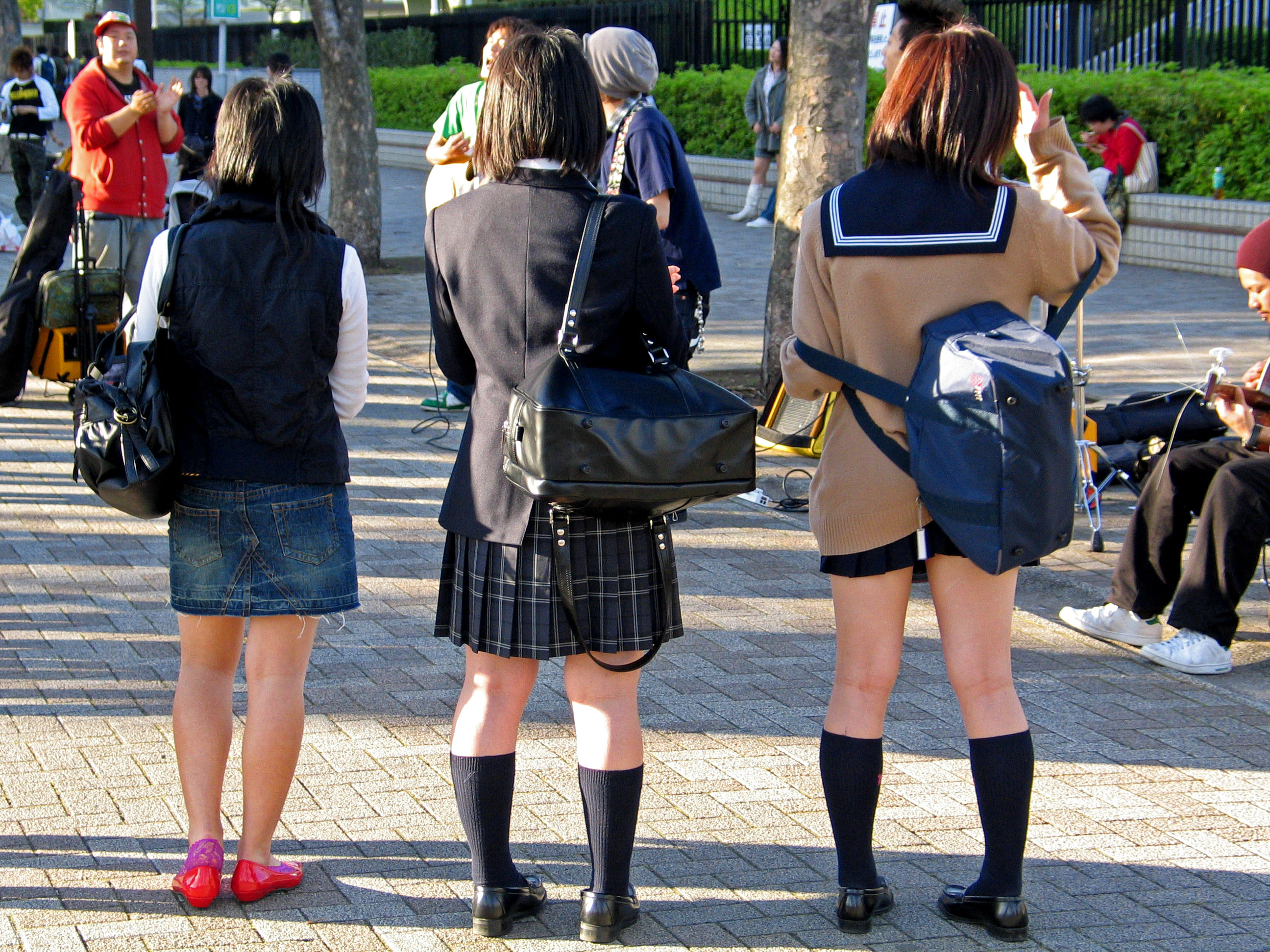
街角の女子高生。左からデニム、制服のタータンチェック、セーラー服のミニスカート。

最初にミニスカートが流行した1960年代後半から1970年代前半にも、ある程度学校の制服のスカート丈が短くなった時期があったが、当時は学校の校則や年少者に対する社会の締め付けが厳しかったこともあり、学生が制服を明らかなミニスカートに改造することはなかった。1970年代後半から1990年（平成2年）頃には保守化の傾向が見られ、制服のスカートを長くすることが「格好良い」とされ、スケバン・不良・レディースと呼ばれる女子生徒達はこぞって長いスカートを着用した。
1990年代中盤以降には、女子高生らにとってのスカート丈は「短いほどカワイイ」ものに変化し、制服のスカートは短く丈詰めしたり、ウエスト部分で折ったり、ベルトでとめるなどして、膝上20cmから40cmに短くして着用されるようになった。また、既成の制服スカートもそれまで定番であったが膝下丈から、膝丈や膝上丈となる制服が多くなった。ただし、制服のスカート丈の流行には地域差も大きく、例えば大阪・神戸などでは、膝丈もしくは膝下のスカートを着用している生徒も多くみられる。2005年（平成17年）には写真週刊誌『FLASH』が、「制服のスカート丈が全国一短いのは新潟である」と報じて話題となった。

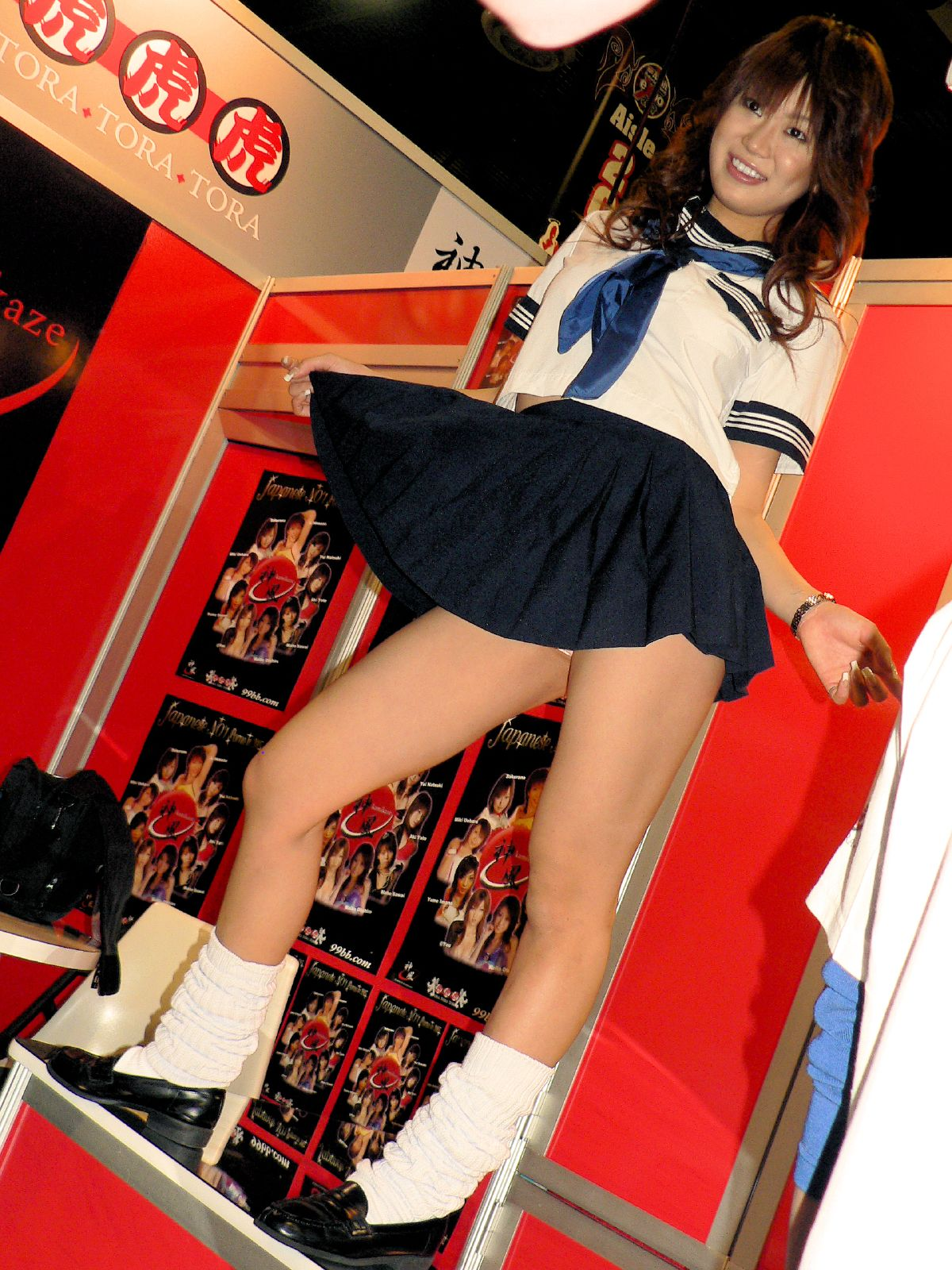
制服のスカート丈を極端に短くした例（AV女優）
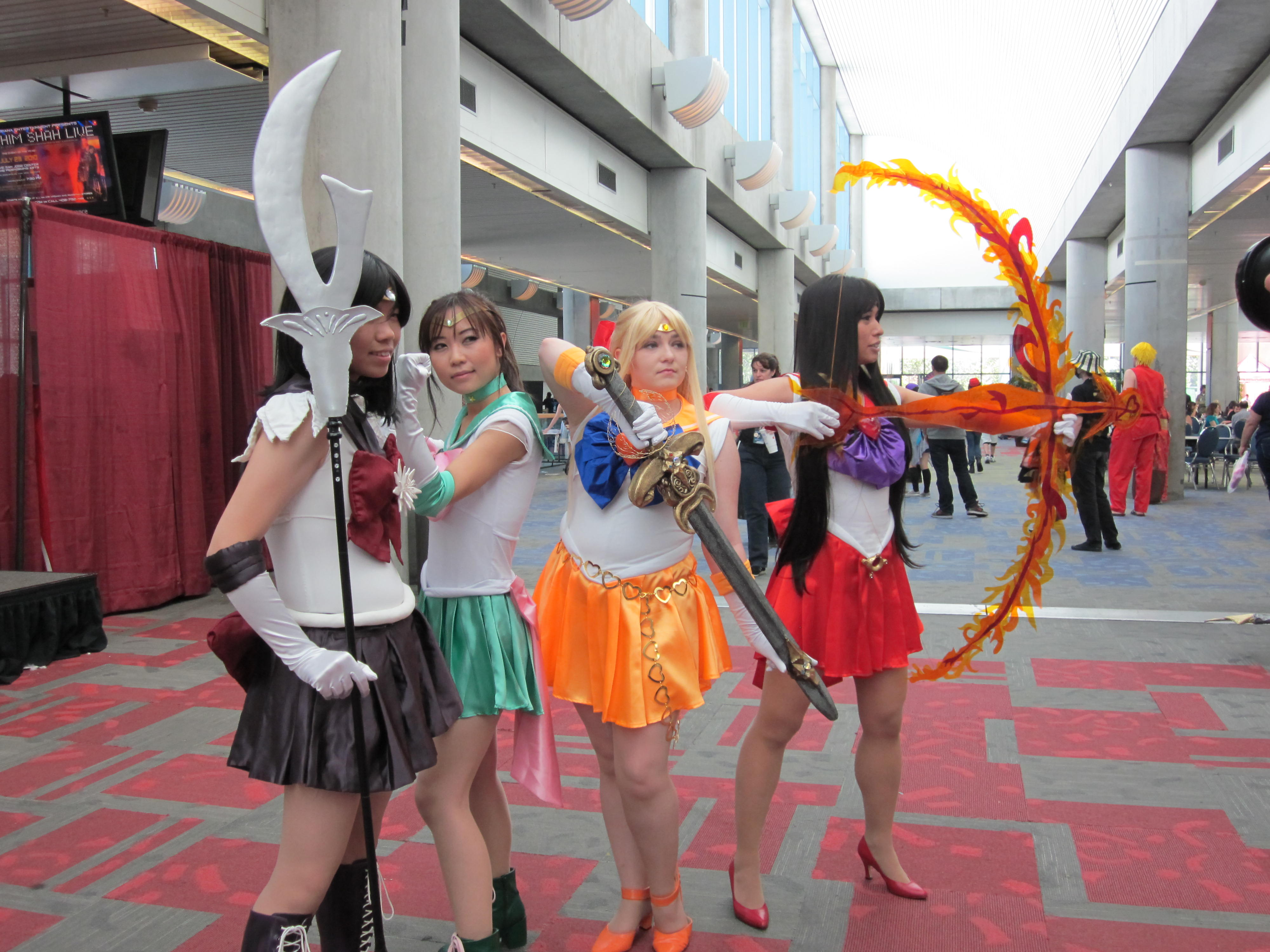
美少女戦士セーラームーンのコスプレ。
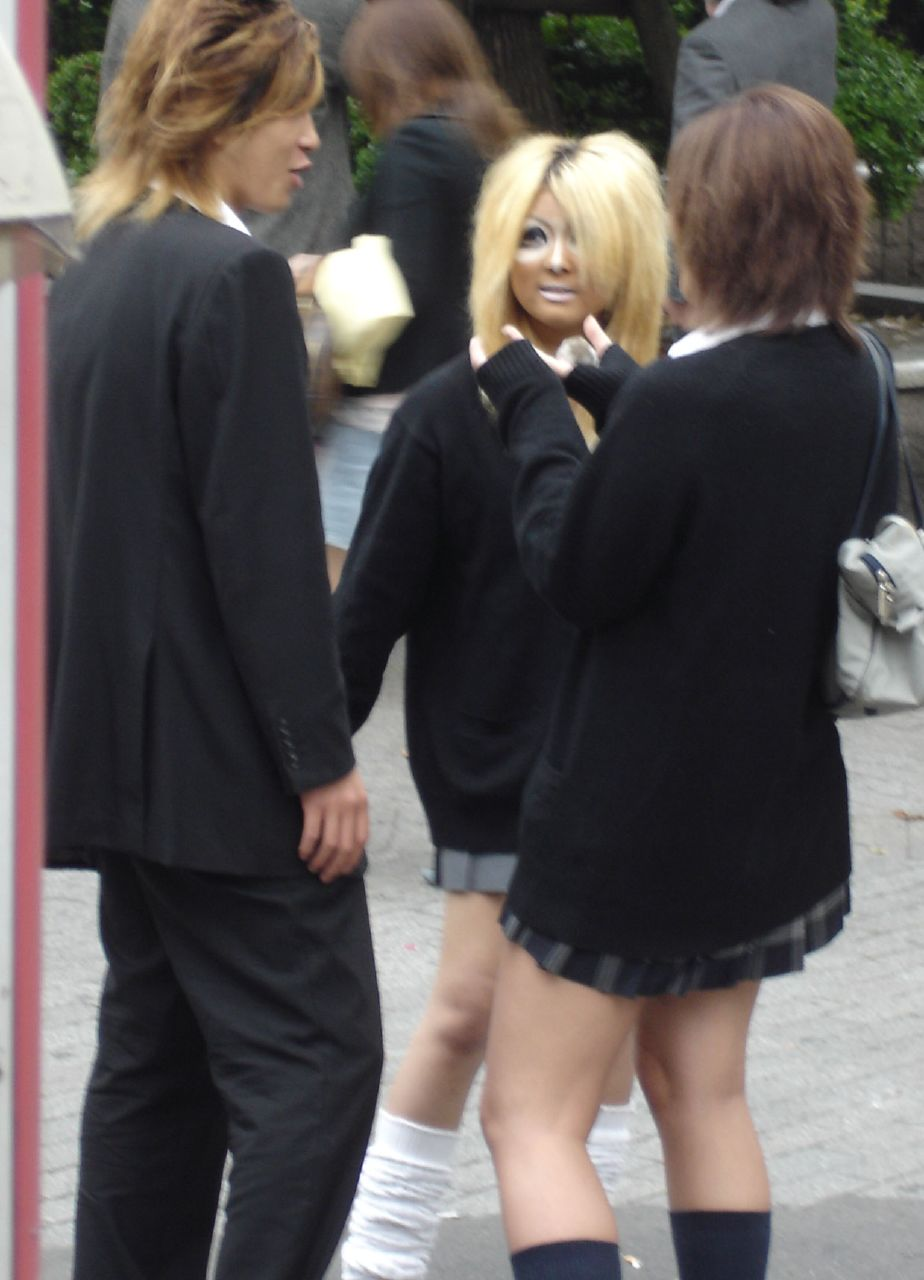
ミニ丈の制服を着たギャル系女子高生

## 備考
- 1960年代後半の第一次ミニスカートブームは、当時東洋レーヨン（現・東レ）広告宣伝部長の遠入昇がツイッギーを来日させ、日本中でファッションショーを開催するなどの仕掛けを行ったことからブームに火がついた[14]。10月18日は「ミニスカートの日」とされている。由来はツイッギーが1967年（昭和42年）に初来日した日であることから。
- 2009年には、日本一スカートの短いアイドルグループとしてスマイレージ（現・アンジュルム）が結成され、ミニスカートを穿いて活動している。
- ミニスカートの流行は世界の価値観を大きく変えた。それまで、上流階級の女性に無くてはならない宝石であった真珠は、ミニスカートに似合わないという理由で1967年ごろから需要が激減している[15]。